# Edward Steven Bruce Williams
Edward Steven Bruce Williams, britanski general, * 2. november 1892, Pinhoe, Devon, † 20. januar 1977, Winchester, Hampshire.